# S. C. Johnson & Son
S. C. Johnson & Son, Inc., werkend onder de naam SC Johnson, is een Amerikaans familiebedrijf dat onder meer boenwas produceert.

## Geschiedenis
Het bedrijf werd als parketvloerbedrijf opgericht in 1886 te Racine. Oprichter was Samuel Curtis Johnson senior (1833-1919). Hij begon in 1882 als een verkoopagent voor de Racine Hardware Company, en in 1886 kocht hij deze firma op. Aanvankelijk waren er vier medewerkers.
Het bedrijf verkocht vele vloeren, maar de klanten wensten ook onderhoudsmiddelen. Naar verluidt experimenteerde Samuel in de badkuip met mengsels boenwas en weldra werd bij elke verkochte parketvloer ook een blikje Johnson's Prepared Paste Wax geleverd. Aangezien ook derden interesse hadden voor dit en soortgelijke producten, overtroffen de verkoopcijfers van was, houtopvulmiddelen en dergelijke al spoedig die van parketvloeren. In 1919 was Johnson's Wax dan ook een begrip in de gehele Verenigde Staten. In 1914 was ook in Groot-Brittannië een vestiging geopend, waarmee de eerste stap naar een wereldconcern was gezet. Na de Tweede Wereldoorlog vestigde het bedrijf zich gaandeweg in 69 landen. Ook het productenpakket werd uitgebreid met insectendodende en  insectenwerende middelen, luchtverfrissers en producten voor het onderhoud van meubelen.
In 1962 werd een vestiging in België (Groot-Bijgaarden) geopend, en in 1964 volgde een vestiging in Nederland (Mijdrecht).
In 1975 werden de cfk's uit de spuitbussen van Johnson verbannen, drie jaar voordat in de Verenigde Staten een algeheel verbod hierop tot stand kwam.
In 2002 werd DiverseyLever overgenomen en ontstond JohnsonDiversey Nederland.

## Johnson in Mijdrecht
In 1964 kwam er een vestiging in Mijdrecht in Nederland met een kantoor en een fabriek. De gebouwen werden ontworpen door de architect Huig Maaskant.
Het kantoorgebouw, rustend op grote betonnen pijlers boven een vijver aan de Provincialeweg N201, naar de oude bedrijfsnaam bekend als Johnson Wax, staat op de lijst van het Beschermingsprogramma Wederopbouw 1959-1965 uit 2013.
Het fabrieksgedeelte SC Johnson Europlant is de grootste productieplek van Johnson in Europa.